# Erebia minuspunctata
Erebia minuspunctata är en fjärilsart som beskrevs av Stetter-stättermayer 1933. Erebia minuspunctata ingår i släktet Erebia och familjen praktfjärilar. Inga underarter finns listade i Catalogue of Life.